# Полиестерна смола
Полиестерната смола е ненаситена, термовтвърдяваща смола, произведена чрез реакция между няколко органични киселини и поливалентни алкохоли. Тя най-често се използва в изграждането на подсилени влакна и композитни продукти. Полиестерната смола е вискозна течност, изискваща добавяне на катализатори и ускорители, за да завърши процеса на втвърдяване. Ненаситените полиестерни смоли се използват в производството на композитни детайли по ръчно-контактния метод или чрез работа със спрей. Не се нуждаят от налягане да се втвърдят. Въпреки че тези продукти имат няколко различни недостатъци в сравнение с други често използвани композитни смоли, те все още предлагат атрактивен баланс между лекота на използване, ниски цени и положителни физични характеристики.
Най-често използваните полиестерни смоли са бледо оцветени, доста вискозни течности, състоящи се от разтвор на полиестер и стирол. Стиролът, добавен, за да намали вискозитета на смолата, я прави да тече по-добре и играе жизненоважна роля в процеса на втвърдяване на продукта. Производителите на смола включват няколко други добавки в продуктите от полиестерна смола в зависимост от предвидената им употреба. Те включват пигменти, UV стабилизатори, пълнители и пожароустойчиви или химически устойчиви вещества. Тези добавки могат да се добавят в различни количества за производството на персонализирани продукти, съобразени с нуждите на потребителите.
Едно от най-обширните единични приложения на полиестерни смоли е в производството на подсилени със стъклени влакна (т.н. стъклопласт) детайли. Детайлите, произведени с полиестерни смоли и подсилени със стъклени нишки намират приложение в автомобилостроенето, корабостроенето, развлекателни паркове, строителството и хранително вкусовата промишленост. В комбинация с минерални пълнители полиестерните смоли служат за изработване на плотове, мивки, ремонт на автомобили, замазки и свързващи пасти, полимермрамор и др.